# 18-та кавалерійська бригада (Австро-Угорщина)
18-та кавалерійська бригада (пол. 18. KBrig.) — бригада кавалерії військ Австро-Угорщини.

## Історія
У 1871 році 3-я бригада XIII дивізії у Печу (нім. Fünfkirchen) була переведена до новоутвореної 31-ї піхотної дивізії. Через п'ять років, у 1876 році, кавалерійська бригада в Печу виведена зі складу 31=ї піхотної дивізії в Будапешті, виокремлена і перейменована у 18-ту кавалерійську бригаду i підпорядкована безпосередньо командувачу Генерального командування в Будапешті.
1880 року штаб бригади перенесено в Секешфегервар (нім. Stuhlweißenburg). 1 січня 1883 року, в зв'язку з реорганізацією, бригада підпорядковується командувачу 4-му корпусу. У 1886 році штаб переводиться до Будапешту.
У 1889—1893 роках до складу бригади входили 10-й і 13-й гусарський полки. У 1893 році до бригади включають 16-й гусарський полк з Ряшева, а 13-й полк виводять до складу 4-ї кавалерійської бригади в Будапешті.
1894 року бригаду поповнює 12-й уланський полк з Осієка замість 10 полку, що віддається до 6-ї кавалерійської бригади в Мішкольцу. В новому складі, 1895 року, штаб бригади переводиться до Золочева і підпорядковується 4-тій кавалерійській дивізії. Також в склад бригади введено 12-й гусарський і 13-й уланський полки, а натомість 16-й та 12-й полки підпорядковують 4 кавалерійській бригаді в Будапешті.
1903 року змінюється спосіб написання з «Cavallerie» на «Kavallerie», таким чином бригада стає «18. Kavalleriebrigade».
В 1904 році в склад бригади включається 9-й Галицько-Буковинський драгунський полк, що переноситься з Бережан та Зборова до Львова, а 12-й полк переводять до Араду і включають до 7 кавалерійської бригади в Тімішоарі. В такому форматі бригада проіснувала протягом 1904—1908 років.
У 1908 році штаб переноситься до Відня i підпорядковується кавалерійській Дивізії Відень, котру в 1912 році перейменовують на 3-ю кавалерійську дивізію. В склад бригади входили 4-й драгунський полк (територіально 14 корпус) та 15-й драгунський полк.
Натомість 9-й полк включають до  21 кавалерійської бригади у Львові, a 13-й полк до 15-ї бригади в Тернополі .
У 1912—1914 роках бригаду формували 4-й драгунський полк (екстериторіально) і 4-й Галицький уланський полк.

## Командири бригади
- генерал-майор Герман фон Рамберг (до 1873);
- полковник Роберт фон Кутхенбах (1873—1874);
- полковник князь Віктор Луїс Август Роан-Гуємене (1874 — 1 травня 1875);
- генерал-майор Йозеф Родаковський (1875— 1880[1]);
- генерал-майор Йоган Шиво де Буня (1880 — 1 травня 1885);
- генерал-майор Карл фон Кленк (1885 — 1 листопада 1886);
- генерал-майор Антон Гюморей фон Гюморе та Теольвар (1886—1891[6]);
- генерал-майор Август фон Норман (1891 — 1 травня 1894);
- генерал-майор Адальберт Крісталніг фон Гілінштейн (1894[10] — 1 квітня 1897);
- генерал-майор Йозеф Альберт Фройнд фон Арлхаузен (1897—1899);
- генерал-майор Ернст Фрідріх Дітріх фон дем Гаген (1899 — 2 травня 1901);
- генерал-майор Оскар Вебер фон Ебенгоф (1901—1906);
- генерал-майор Светозар Давідов фон Іланча (1906 — 1 листопада 1907);
- фельдмаршал Лотар Франц Салес Унтеріхтер фон Рейхтенталь (1907[12] — 1 січня 1913);
- генерал-майор Віктор Майр (1913);
- генерал-майор Євген руїз де Рохас(1913—1914[17]).